# Spedizione belga in Antartide
La spedizione belga in Antartide, effettuata fra il 1897 ed il 1899, fu la prima spedizione invernale nell'Antartide.

## Preparazione  e avvicinamento
Nel 1896, dopo un periodo di intense attività di lobbying, Adrien de Gerlache acquistò la baleniera norvegese Patria, che, dopo un'intensa ristrutturazione, prese il nome di RV Belgica. De Gerlache aveva lavorato insieme alla Società Geografica di Bruxelles per organizzare una sottoscrizione nazionale, ma fu possibile equipaggiare la sua spedizione solamente grazie ad due ingenti sussidi governativi, che fecero della spedizione un'impresa belga di stato Con un equipaggio internazionale, che comprendeva Roald Amundsen, Frederick Cook ed Henryk Arctowski, la Belgica  levò le ancore da Anversa il 16 agosto 1897.
La spedizione toccò Madeira, Rio de Janeiro e Montevideo. La Belgica ebbe a Rio un'accoglienza entusiastica, grazie alla presenza di una grossa comunità ivi residente di belgi.
Ma il Brasile era anche molto interessato all'impresa scientifica belga. La Società Storica e Geografica di Rio tenne un'assemblea speciale, nella quale venne offerta agli scienziati ed ufficiali della spedizione la qualità di soci. Poche settimane dopo, a Montevideo, Amundsen scrisse nel suo diario di non aver mai visto così tante belle donne nello stesso posto allo stesso tempo.
Nel gennaio 1898 la Belgica raggiunse le coste della Terra di Graham. Il 22 gennaio Carl Wiencke cadde fuori bordo durante una tempesta ed annegò. L'Isola di Wiencke fu così denominata in suo onore. Navigando fra la costa della Terra di Graham ed una lunga serie di isole ad ovest, de Gerlache chiamò questo tratto di mare Stretto di Belgica e più tardi esso ricevette il nome ufficiale di stretto di Gerlache in suo onore. Dopo aver registrato cartograficamente e assegnato i nomi a molte isole durante 20 diversi sbarchi, la spedizione attraversò il circolo polare antartico il 15 febbraio 1898.
Non riuscendo a trovare una via nel Mare di Weddell, il 28 febbraio 1898 la spedizione di Gerlache rimase intrappolata nei ghiacci del Mare di Bellingshausen, nei pressi dell'Isola Pietro I. È probabile che De Gerlache abbia appositamente cercato di navigare in profondità nella banchisa per bloccare la nave nel ghiaccio durante l'inverno. Nonostante gli sforzi dell'equipaggio per liberare dai ghiacci la nave, ci si rese conto che erano ormai costretti a trascorrere l'inverno nell'Antartico.

## Inverno

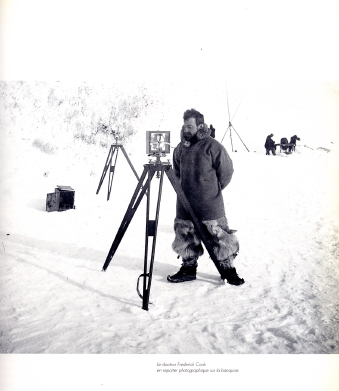
Frederick Cook sulla banchisa polare

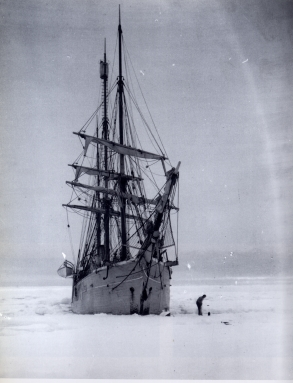
La Belgica intrappolata dai ghiacci

Essi erano mal equipaggiati e non avevano abiti invernali in numero sufficiente per ogni persona che era a bordo. Vi era carenza di cibo, sia in quantità che in varietà. Fu data la caccia a  pinguini ed a foche ed il cibo immagazzinato prima dell'"attacco" da parte dell'inverno. Abiti caldi vennero improvvisati utilizzando i materiali disponibili.
Il 21 marzo 1898 il medico della spedizione, Frederick Cook, scrisse:
(Diario di Frederick Cook)
Alcune settimane dopo, il 17 maggio 1898, scese il buio totale, che durò fino al 23 luglio.
De Gerlache detestava la carne dei pinguini e quella delle foche che avevano cacciato prima della calata dell'inverno e vietò ai suoi uomini di cibarsene. Segni di scorbuto iniziarono a mostrarsi in alcuni uomini e De Gerlache e Lecointe ne furono affetti così gravemente, da scrivere le loro ultime volontà. Due membri dell'equipaggio cominciarono a dar segni di squilibrio mentale e il morale era molto basso. Il sottotenente Danco si ammalò di cuore e morì il 5 giugno 1898. L'isola di Danco venne così denominata in suo onore. Molti uomini perdettero il senno, tra i quali un marinaio belga, che lasciò la nave dicendo che tornava in Belgio.
Frederick Cook ed il primo ufficiale, Roald Amundsen, assunsero il comando della spedizione, non essendo de Gerlache e Lecointe in grado, a causa dello scorbuto, di compiere le loro funzioni di comandanti. La vitamina C venne scoperta solo nel 1920 ma Cook era convinto che la carne fresca fosse una buona cura contro lo scorbuto, grazie alla sua esperienza fatta con Robert Peary nell'Artico. Egli recuperò le carni di pinguino e di foca gelate ed insistette affinché ogni membro della spedizione se ne cibasse ogni giorno. Anche de Gerlache prese a cibarsene e lentamente tutti I membri recuperarono la loro salute.
Seguirono alcuni mesi duri. I tentativi di liberare la nave ed il suo equipaggio dalla morsa dei ghiacci fallivano. Nel gennaio 1899 la Belgica era ancora intrappolata nel ghiaccio spesso più di due metri e stava diventando reale il rischio di dover trascorrere un secondo inverno nel ghiaccio. Il mare aperto si trovava solo a circa mezzo miglio di distanza e Cook propose che si sarebbero dovute tagliare delle aperture nel ghiaccio per consentire alla Belgica di uscirne. L'equipaggio indebolito utilizzò vari attrezzi per scavare un canale verso il mare aperto alla nave, compresa la dinamite. Finalmente, il 15 febbraio 1899, essi riuscirono a partire lentamente lungo il breve canale artificiale, scavato durante la settimana precedente. Ci volle quasi un mese per poter percorrere ancora sette miglia ed il 14 marzo il ghiaccio fu aperto. La spedizione fece rientro ad Anversa il 5 novembre 1899. Le condizioni erano state molto avverse, ma ciò non di meno la spedizione era riuscita a raccogliere un ammontare sufficiente di informazioni e dati scientifici, compreso un anno intero di osservazioni meteorologiche. Fra le varie scoperte, vi fu quella di un insetto, l'unico vivente in Antartide, un dittero capace di resistere a quelle temperature, che venne denominato Belgica antarctica.

## Accoglienza
Ad Anversa la spedizione venne accolta molto cordialmente. Uno speciale comitato programmò per un mese i festeggiamenti. I sentimenti di orgoglio nazionale (e regionale) circondarono gl'imminenti festeggiamenti, tipico atteggiamento di quei tempi verso le spedizioni polari. Il giorno in cui essi posero per la prima volta nuovamente piede sul suolo belga, venne suonata La Brabançonne e la bandiera nazionale fu vista sventolare in numerose case. Lo stato belga onorò De Gerlache ed i suoi uomini insignendoli del Real Ordine di Leopoldo e l'amministrazione comunale di Anversa conferì loro medaglie, scrivendone i nomi nel Libro d'Oro della città.

## Partecipanti

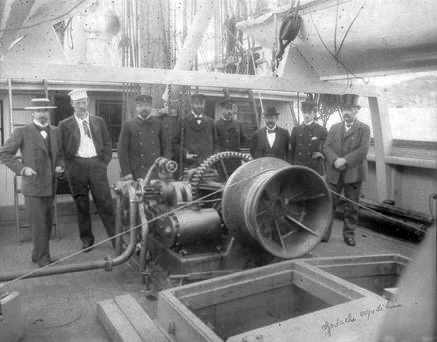
Visita pre-acquisto della Belgica. Da sinistra a destra: de Gerlache, Nansen, Somers, Danco, Amundsen, Bryde, Van Rysselberghe, Andvord.

La spedizione comprendeva le seguenti persone:
- Adrien de Gerlache, belga – capo della spedizione
- Georges Lecointe (1869–1929), belga – Capitano, ufficiale dirigente ed idrografo (comandante in seconda sul Belgica)
- Roald Amundsen, norvegese – Primo ufficiale. Amundsen imparò molto da questa esperienza, in particolare sulla prevenzione contro lo scorbuto.
- Frederick Cook, statunitense – medico, antropologo e fotografo.
- Henryk Arctowski, polacco – geologo, oceanografo e meteorologo
- Emile Danco (1869 – ), belga – osservazioni geofisiche; deceduto durante la spedizione, furono denominati in suo onore la Costa di Danco (originalmente Terra di Danco), l'isola di Danco e l'asteroide 9812 Danco.
- Emil Racoviţă (1868–1947), rumeno – biologo (zoologo e botanico) e speleologo
- Antoni Bolesław Dobrowolski (1872–1954), polacco – assistente-meteorologo
- Jules Melaerts (1876–?), belga – terzo ufficiale. Nel 1908 fu comandante in seconda sulla nave-scuola Comte de Smet de Nayer e successivamente direttore del porto di Zeebrugge.[8]
- Henri Somers (1863–?), belga – capo meccanico. Tornato dalla spedizione divenne capo meccanico dei traghetti Ostenda-Dover.[8]
- Max Van Rysselberghe (1878–?), belga – meccanico. Proveniente da una famiglia di artisti ed accademici, fra i quali Théo van Rysselberghe. Dopo il suo rientro in Belgio sposò la figlia di un ministro cileno in esilio e si stabilì infine in Cile nel 1905, ove fece una brillante carriera come ingegnere. I suoi discendenti sono attivi in politica.[3][9]
- Louis Michotte (1868–1926), belga – steward e cuoco. Tornato in Belgio divenne il maggiordomo del principe Luigi Filippo Roberto d'Orléans, ed in questa veste partecipò nel 1905 alla spedizione belga allo Spitzbergen ed in Groenlandia, diretta dallo stesso Gerlache.[10]
- Adam Tollefsen (1866–?), norvegese – marinaio. Soffrì di mente durante la spedizione e al suo ritorno venne ricoverato in una clinica specializzata, ove morì poco dopo.[8]
- Ludvig-Hjalmar Johansen (1872–?), norvegese – marinaio.
- Engelbret Knudsen (1876-marzo 1900), norvegese – marinaio. Morì poco dopo la spedizione.
- Gustave-Gaston Dufour (1876–16 marzo 1940), belga – marinaio. Dopo la spedizione si trasferì in Congo ove fu colpito da un attacco ischemico e rimase paralizzato. Morì mentre era ancora in ospedale.
- Jan Van Mirlo (1877–1964), belga – marinaio. Il poeta Jan van Nijlen pubblicò il poema De Gedroomde Reis basato sulle sue esperienze nell'Antartide. Le sue memorie costituirono la base del romanzo storico De Winter van de Belgica (L'inverno della Belgica).[3][11][12]
- Carl August Wiencke (1877–1898), norvegese – marinaio. Morì annegato in mare durante la spedizione
- Johan Koren (1877–3 marzo 1919), norvegese – cameriere ed assistente zoologo. Studiava teologia prima della spedizione ed al ritorno divenne prete. Koren morì nel 1919 a Vladivostok.[8]